# Mieczysław Jagielski
Mieczysław Zygmunt Jagielski (ur. 12 stycznia 1924 w Kołomyi, zm. 27 lutego 1997 w Warszawie) – polski polityk komunistyczny, ekonomista, profesor SGPiS, minister rolnictwa w latach 1959–1970. Członek Komitetu Centralnego PZPR (1959–1981, od 1971 także Biura Politycznego KC PZPR). Poseł na Sejm PRL II, III, IV, V, VI, VII i VIII kadencji.

## Życiorys

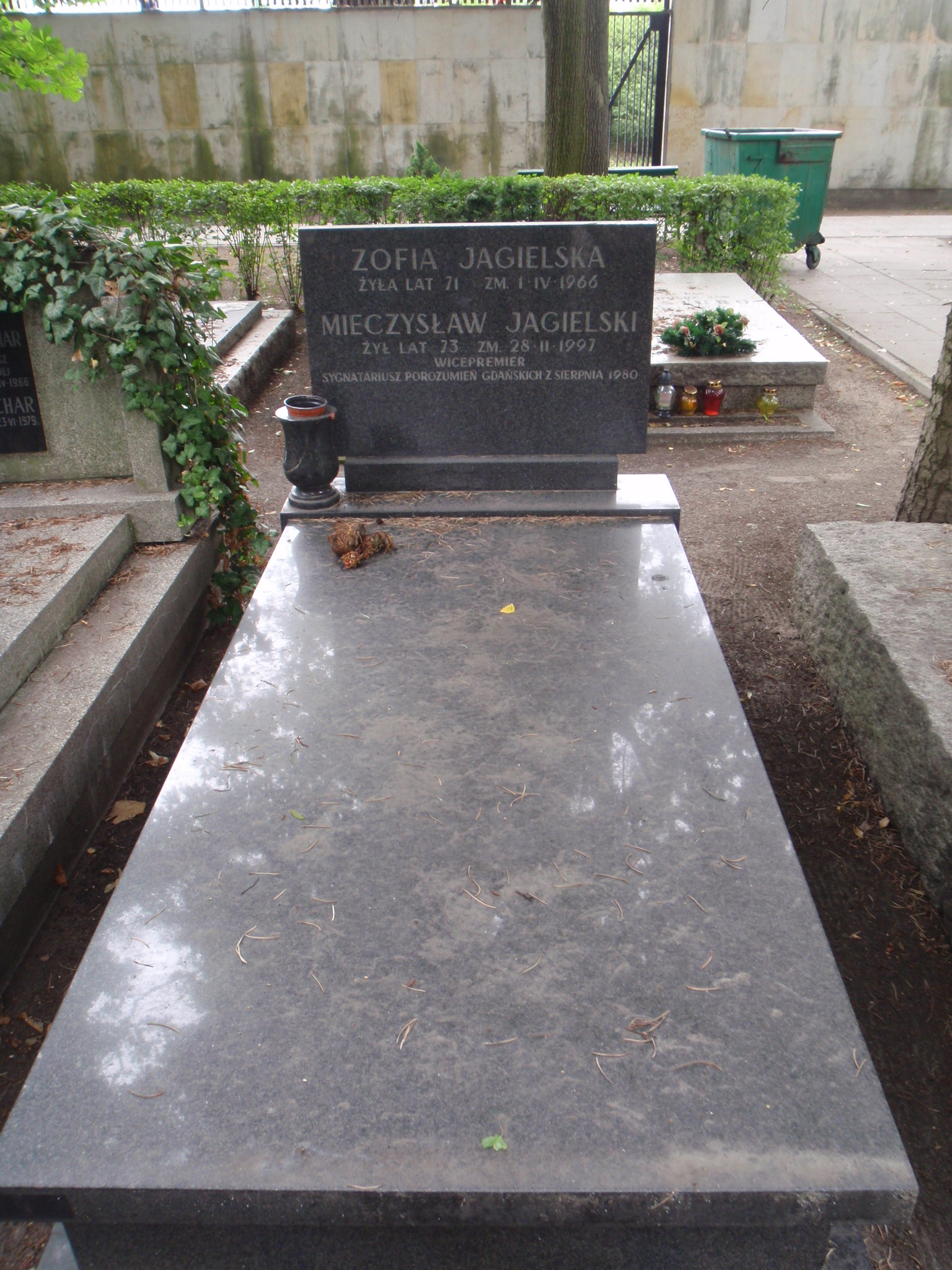
Grób Mieczysława Jagielskiego na Cmentarzu Wojskowym na Powązkach w Warszawie

Syn Franciszka i Zofii. Ukończył studia magisterskie w Szkole Głównej Planowania i Statystyki w Warszawie i studia w Wyższej Szkole Nauk Społecznych przy KC PZPR. W 1962 został doktorem nauk ekonomiczno-rolniczych w Instytucie Kształcenia Kadr Naukowych przy KC PZPR.
W latach 1946–1949 wchodził w skład zarządu głównego Związku Samopomocy Chłopskiej, następnie do centralnego zarządu Państwowych Gospodarstw Rolnych do 1950.
W 1946 wstąpił do Polskiej Partii Robotniczej, następnie należał do Polskiej Zjednoczonej Partii Robotniczej. Od 1952 był zastępcą kierownika, a w latach 1953–1956 pełnił funkcję kierownika Wydziału Rolnego Komitetu Centralnego PZPR. Od 1954 do 1959 był zastępcą członka, a w latach 1959–1981 członkiem KC PZPR. W latach 1964–1971 pełnił funkcję zastępcy członka, a w okresie 1971–1981 członka Biura Politycznego KC PZPR.
W latach 1957–1959 wiceminister (podsekretarz stanu), a następnie do 1970 minister rolnictwa, wicepremier (1970–1981) i przewodniczący Komisji Planowania przy Radzie Ministrów (1971–1975). Przewodniczący komisji rządowej prowadzącej negocjacje z Międzyzakładowym Komitetem Strajkowym w Gdańsku w sierpniu 1980. W 1971 został stałym przedstawicielem Polski przy Radzie Wzajemnej Pomocy Gospodarczej w Moskwie.
30 sierpnia 1980 podpisywał w Gdańsku z ramienia rządu jako wicepremier porozumienia sierpniowe.
Pełnił mandat poselski na Sejm PRL II, III, IV, V, VI, VII i VIII kadencji (1957–1985).
Został pochowany na Cmentarzu Wojskowym na Powązkach w Warszawie (kwatera C 2 rz. 5 m. 2).

## Odznaczenia
- Order Budowniczych Polski Ludowej (1969)[3]
- Krzyż Komandorski Orderu Odrodzenia Polski (1959)[4]
- Krzyż Oficerski Orderu Odrodzenia Polski
- Order Sztandaru Pracy I klasy (1964[5]
- Order Sztandaru Pracy II klasy
- Medal 30-lecia Polski Ludowej (1974)[6]
- Złoty Medal „Za zasługi dla obronności kraju” (1973)[7]
- Srebrny Medal „Za zasługi dla obronności kraju”
- Brązowy Medal „Za zasługi dla obronności kraju”
- Odznaka 1000-lecia Państwa Polskiego (1966)[8]
- Złota odznaka „Za zasługi dla województwa warszawskiego” (1962)[9]
- Odznaka honorowa „Za zasługi w rozwoju województwa koszalińskiego” (1966)[10]
- Odznaka honorowa „Za zasługi w rozwoju województwa poznańskiego” (1967)[11]
- Odznaka „Zasłużonemu Opolszczyźnie” (1969)[12]
- Odznaka honorowa „Za zasługi w rozwoju województwa zielonogórskiego” (1969)[13]
- Odznaka honorowa „Za zasługi dla Lubelszczyzny” (1969)[14]
- Medal pamiątkowy „650-lecia Słupska” (1960)[15]
- Medal pamiątkowy „X wieków Płocka” (1971)[16]
- Odznaka pamiątkowa „150-lecia istnienia Towarzystwa Naukowego Płockiego” (1971)[16]
- Krzyż Wielki Orderu Infanta Henryka (Portugalia, 1976)[17]
- Medal 90-lecia urodzin Georgi Dymitrowa (Bułgaria, 1972)[18]
- Medal 50-lecia Komunistycznej Partii Czechosłowacji (Czechosłowacja, 1971)[19]
- Medal 30-lecia wyzwolenia Czechosłowacji przez Armię Radziecką (Czechosłowacja, 1975)[20]
- Medal jubileuszowy „W upamiętnieniu 100-lecia urodzin Władimira Iljicza Lenina” (ZSRR, 1969)[21]
- Medal jubileuszowy „Trzydziestolecia zwycięstwa w Wielkiej Wojnie Ojczyźnianej 1941–1945” (ZSRR, 1975)[22]
- i inne